# Rolf Furuli
Rolf Johan Furuli (ur. 19 grudnia 1942) – norweski lingwista, wykładowca języków semickich na Uniwersytecie w Oslo oraz w Norweskim Instytucie Paleografii i Filologii Starożytnej.
Rolf Furuli specjalizuje się w tłumaczeniu pozachrześcijańskich starożytnych tekstów religijnych oraz w pogłębianiu zrozumienia języków martwych. W roku 2005 obronił pracę doktorską dotyczącą czasowników w klasycznym hebrajskim. Poza hebrajskim w obrębie jego zainteresowań znajdują się języki: akadyjski, aramejski, etiopski, fenicki i ugarycki. Posługuje się również łaciną oraz greką. Prace Rolfa Furuli obejmują również tematykę przekładów Biblii hebrajskiej oraz historii starożytnej.
Od 1984 roku zajmuje się chronologią starożytną, głównie okresu nowoasyryjskiego i nowobabilońskiego. Szczególnie poświęca uwagę korelacjom pomiędzy historią Bliskiego Wschodu i Egiptu a historią starożytnego Izraela. Prezentowana przez niego i jego współpracowników chronologia panowania królów Judy i Izraela (tzw. „chronologia Oslo”) w dużej mierze opiera się na chronologii zawartej w Księgach Królewskich i innych księgach biblijnych oraz na dosłownym odczycie niektórych starożytnych tabliczek astronomicznych. Różni się od dominującej w biblistyce chronologii Edwina Thielego o jakieś 20–35 lat, ponieważ w miejscach, gdzie Księgi Królewskie nie zgadzają się z chronologią asyryjską i babilońską, Furuli daje pierwszeństwo chronologii zawartej w Biblii. Podsumowaniem badań nad „chronologią Oslo” jest dwutomowa praca Chronologia, Asyrii, Babilonii, Egiptu i Persji w porównaniu z chronologią Biblii wydana również po polsku.
Prywatnie Furuli przez lata był związany z wyznaniem Świadków Jehowy i wspierał swoją działalnością naukową to wyznanie w kwestii rozwiązań translatorskich oraz chronologii niewoli babilońskiej. W swoich pracach bronił również innych doktryn wyznania zgodnych z dosłownym rozumieniem Księgi Rodzaju. W roku 2020 Furuli wydał w języku angielskim książkę My Beloved Religion – and the Governing Body, w której podtrzymuje, że podstawowe doktryny Świadków Jehowy są prawidłowe, ale podważa niektóre interpretacje Ciała Kierowniczego. W czerwcu 2020 poinformował, że nie jest już członkiem wyznania Świadków Jehowy.

## Publikacje
- 1995 – Imperfect consecutive and the Verbal system of Biblical Hebrew
- 1997 – The Problem of Induction and the Hebrew verb
- 1999 – The Role of Theology and Bias in Bible Translation with a special look at the New World Translation of Jehovah’s Witnesses
- 2000 – Modern models and the study of dead languages
- 2001 – The study of new religious movements with a stress on the mental health of Jehovah’s Witnesses (współpraca: Leon Groenewald i Johan Nerdrum)
- 2001 – Gilgamesh and Atrahasis (współpraca: Jens Braarvig and Tor Åge Bringsværd)
- 2002 – Science and Bible translation – „Christianizing” and „mythologizing” of the Hebrew text of the Bible
- 2002 – The NWT’s translation of the Hebrew verbal system with particular stress on waw consecutive (33 strony), w: Tony Byatt i Hal Flemings (wyd.) Your Word is Truth The Fiftieth Anniversary of the New World Translation.
- 2003 – Assyrian, Babylonian, Egyptian, and Persian Chronology Compared with the Chronology of the Bible, Tom 1: Persian Chronology and the Length of the Babylonian Exile of the Jews
- 2003 – The book of Enoch
- 2004 – The Dead Sea Scrolls
- 2006 – A New Understanding of the Verbal System of Classical Hebrew – An attempt to distinguish between pragmatic and semantic factors
- 2007 – Assyrian, Babylonian, Egyptian, and Persian Chronology Compared with the Chronology of the Bible, Tom 2: Assyrian, Babylonian and Egyptian Chronology
- 2012 – Assyrian, Babylonian, Egyptian, and Persian Chronology Compared with the Chronology of the Bible, Volume 1: Persian Chronology and the Length of the Babylonian Exile of the Jews, Second edition
- 2012 – Assyrian, Babylonian, Egyptian, and Persian Chronology Compared with the Chronology of the Bible, Volume 2: Assyrian, Babylonian and Egyptian Chronology, Second edition
- 2017 – When Was the Book of Daniel Written? A Philological, Linguistic, and Historical approach
- 2018 – The Tetragram – Its history, Its use in the new Testament, and its pronunciation, Part One
- 2018 – Are Jehovah’s Witnesses False Prophets?: A Thorough Investigation with Rebuttal, William Kelly and Rolf Furuli
- 2019 – Can We Trust the Bible? With Focus on the Creation Account, the Worldwide Flood, and the Prophecies
- 2020 – The fallacy of prophetic perfect – With translation of verses from the Prophets
- 2020 – My Beloved Religion – and the Governing Body

### Tłumaczenia polskie
- 2009 – Chronologia, Asyrii, Babilonii i Egiptu. Chronologia, Asyrii, Babilonii, Egiptu i Persji w porównaniu z chronologią Biblii, tom II (Wrocław 2009, Wydawnictwo A PROPOS)
- 2011 – Chronologia Persji a długość wygnania babilońskiego Żydów. Chronologia Asyrii, Babilonii i Egiptu w porównaniu z chronologią Biblii, tom I (Wydawnictwo A PROPOS)